# Gaborone
Gaborone (phát âm tiếng Tswana phát âm tiếng Tswana: [χabʊˈrʊnɛ]; tiếng Anh /ˌɡæbəˈroʊniː/ GA-bə-ROH-nee) là thủ đô và thành phố lớn nhất của Botswana với dân số 231.626 người (thống kê 2011), tức chừng 10% dân số toàn Botswana. Vùng đô thị Gaborone là nơi định cư của 421.907 người (2011).
Gaborone tọa lạc giữa đồi Kgale và dãy đồi Oodi, cạnh sông Notwane ở góc đông nam Botswana, cách biên giới với Nam Phi khoảng 15 kilômét (9,3 mi). Thành phố có Sân bay quốc tế Sir Seretse Khama. Bản thân thành phố là một quận hành chính, được bao quanh bởi quận Đông Nam. Dân cư tại đây thường gọi thành phố là Gabs.
Nhiều ngôn ngữ được nói tại đây, Setswana (tiếng Tswana) là ngôn ngữ chính. Tiếng Anh, iKalanga, và Kgalagadi cũng hiện diện.
Thành phố là thủ đô chính trị cũng như kinh tế của Botswana; là nơi đặt trụ sở của nhiều công ti, cũng như Sàn giao dịch chứng khoán Botswana và Cộng đồng Phát triển Nam Phi (SADC) - một tổ chứng Cộng đồng kinh tế khu vực thành lập năm 1992, mục đích là cộng tác trong khu vực và giảm thiểu đói nghèo tại vùng Nam Phi.

## Khí hậu
Gaborone có khí hậu bán khô hạn (phân loại khí hậu Köppen BSh). Phần lớn lượng mưa rơi vào mùa hè, giữa tháng 10 và tháng 4. Nhiệt độ cao nhất từng được ghi nhận tại thành phố là 43,9 °C (111,0 °F) còn thấp nhất là −6,5 °C (20,3 °F).
| Dữ liệu khí hậu của Gaborone                | Dữ liệu khí hậu của Gaborone | Dữ liệu khí hậu của Gaborone | Dữ liệu khí hậu của Gaborone | Dữ liệu khí hậu của Gaborone | Dữ liệu khí hậu của Gaborone | Dữ liệu khí hậu của Gaborone | Dữ liệu khí hậu của Gaborone | Dữ liệu khí hậu của Gaborone | Dữ liệu khí hậu của Gaborone | Dữ liệu khí hậu của Gaborone | Dữ liệu khí hậu của Gaborone | Dữ liệu khí hậu của Gaborone | Dữ liệu khí hậu của Gaborone |
| Tháng                                       | 1                            | 2                            | 3                            | 4                            | 5                            | 6                            | 7                            | 8                            | 9                            | 10                           | 11                           | 12                           | Năm                          |
| ------------------------------------------- | ---------------------------- | ---------------------------- | ---------------------------- | ---------------------------- | ---------------------------- | ---------------------------- | ---------------------------- | ---------------------------- | ---------------------------- | ---------------------------- | ---------------------------- | ---------------------------- | ---------------------------- |
| Cao kỉ lục °C (°F)                          | 39 (103)                     | 40 (104)                     | 39 (102)                     | 37 (98)                      | 33 (91)                      | 29 (84)                      | 28 (83)                      | 33 (91)                      | 39 (103)                     | 38 (100)                     | 40 (104)                     | 39 (103)                     | 40 (104)                     |
| Trung bình ngày tối đa °C (°F)              | 32.7 (90.9)                  | 32.1 (89.8)                  | 30.8 (87.4)                  | 28.4 (83.1)                  | 25.6 (78.1)                  | 23.1 (73.6)                  | 22.9 (73.2)                  | 26.2 (79.2)                  | 30.0 (86.0)                  | 32.0 (89.6)                  | 32.3 (90.1)                  | 32.5 (90.5)                  | 29.1 (84.4)                  |
| Trung bình ngày °C (°F)                     | 25.7 (78.3)                  | 25.2 (77.4)                  | 23.7 (74.7)                  | 20.6 (69.1)                  | 16.8 (62.2)                  | 13.7 (56.7)                  | 13.5 (56.3)                  | 16.9 (62.4)                  | 21.2 (70.2)                  | 24.0 (75.2)                  | 24.7 (76.5)                  | 25.3 (77.5)                  | 20.9 (69.6)                  |
| Tối thiểu trung bình ngày °C (°F)           | 19.7 (67.5)                  | 19.3 (66.7)                  | 17.4 (63.3)                  | 13.5 (56.3)                  | 8.3 (46.9)                   | 5.0 (41.0)                   | 4.4 (39.9)                   | 7.5 (45.5)                   | 12.3 (54.1)                  | 16.3 (61.3)                  | 17.7 (63.9)                  | 18.8 (65.8)                  | 13.4 (56.1)                  |
| Thấp kỉ lục °C (°F)                         | 14 (57)                      | 13 (55)                      | 11 (52)                      | 0 (32)                       | −1 (30)                      | −1 (30)                      | −2 (28)                      | 0 (32)                       | 5 (41)                       | 7 (45)                       | 8 (46)                       | 11 (52)                      | −2 (28)                      |
| Lượng Giáng thủy trung bình mm (inches)     | 143 (5.6)                    | 82 (3.2)                     | 74 (2.9)                     | 30 (1.2)                     | 8.3 (0.33)                   | 7.5 (0.30)                   | 1 (0.0)                      | 0.9 (0.04)                   | 5.8 (0.23)                   | 5.8 (0.23)                   | 58 (2.3)                     | 71 (2.8)                     | 487.3 (19.13)                |
| Số ngày giáng thủy trung bình               | 6                            | 5                            | 5                            | 3                            | 2                            | 1                            | 1                            | 1                            | 2                            | 4                            | 5                            | 6                            | 41                           |
| Nguồn 1: Trung tâm Khí hậu Khu vực Châu Phi |                              |                              |                              |                              |                              |                              |                              |                              |                              |                              |                              |                              |                              |
| Nguồn 2: Weatherbase                        |                              |                              |                              |                              |                              |                              |                              |                              |                              |                              |                              |                              |                              |